# Elizabeth Prommer

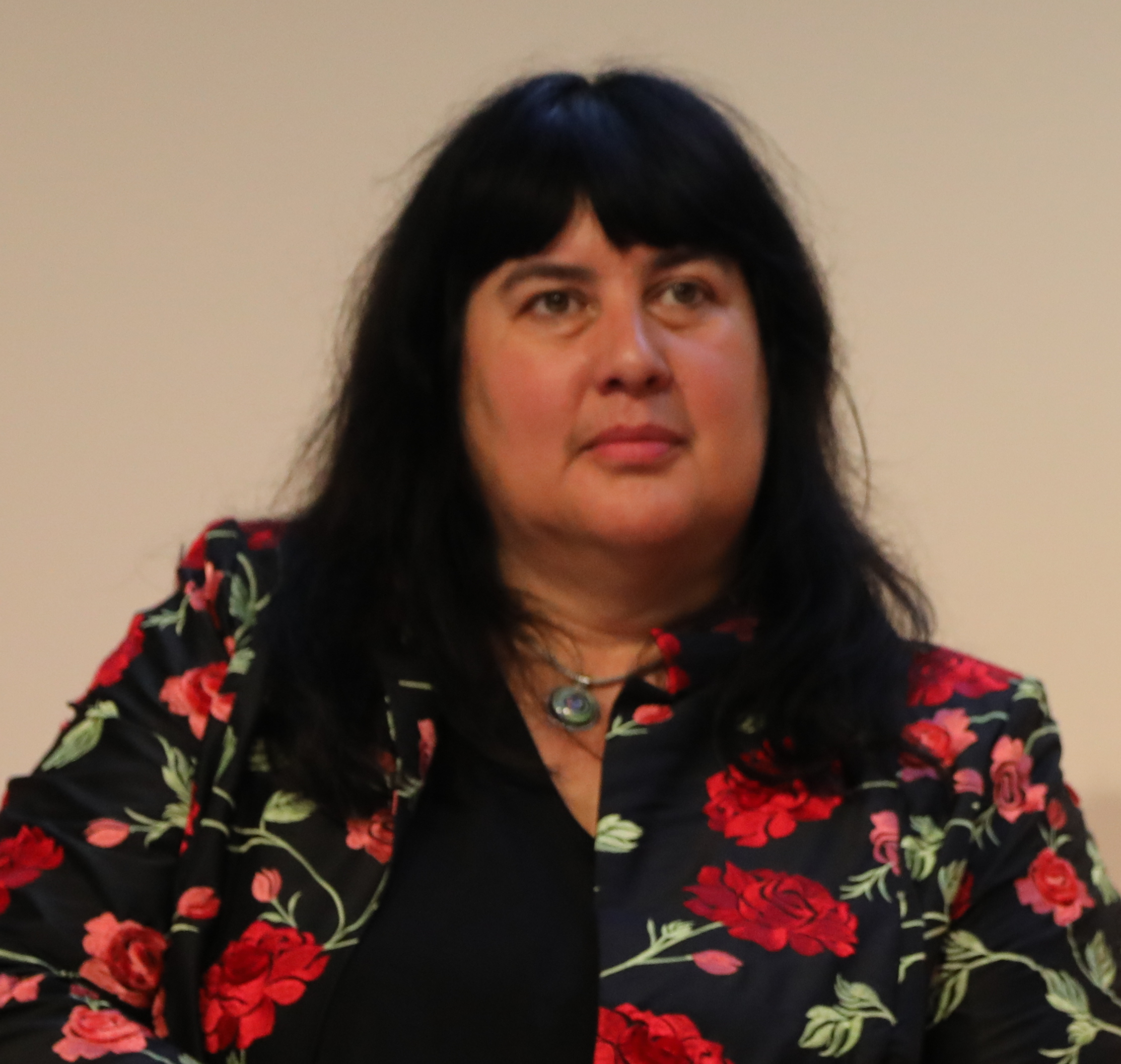
Elizabeth Prommer (2018)

Elizabeth Prommer (* 1. Oktober 1965 in Palo Alto, Kalifornien) ist eine amerikanische Kommunikations- und Medienwissenschaftlerin. Seit 2023 ist sie Rektorin der Universität Rostock.

## Leben

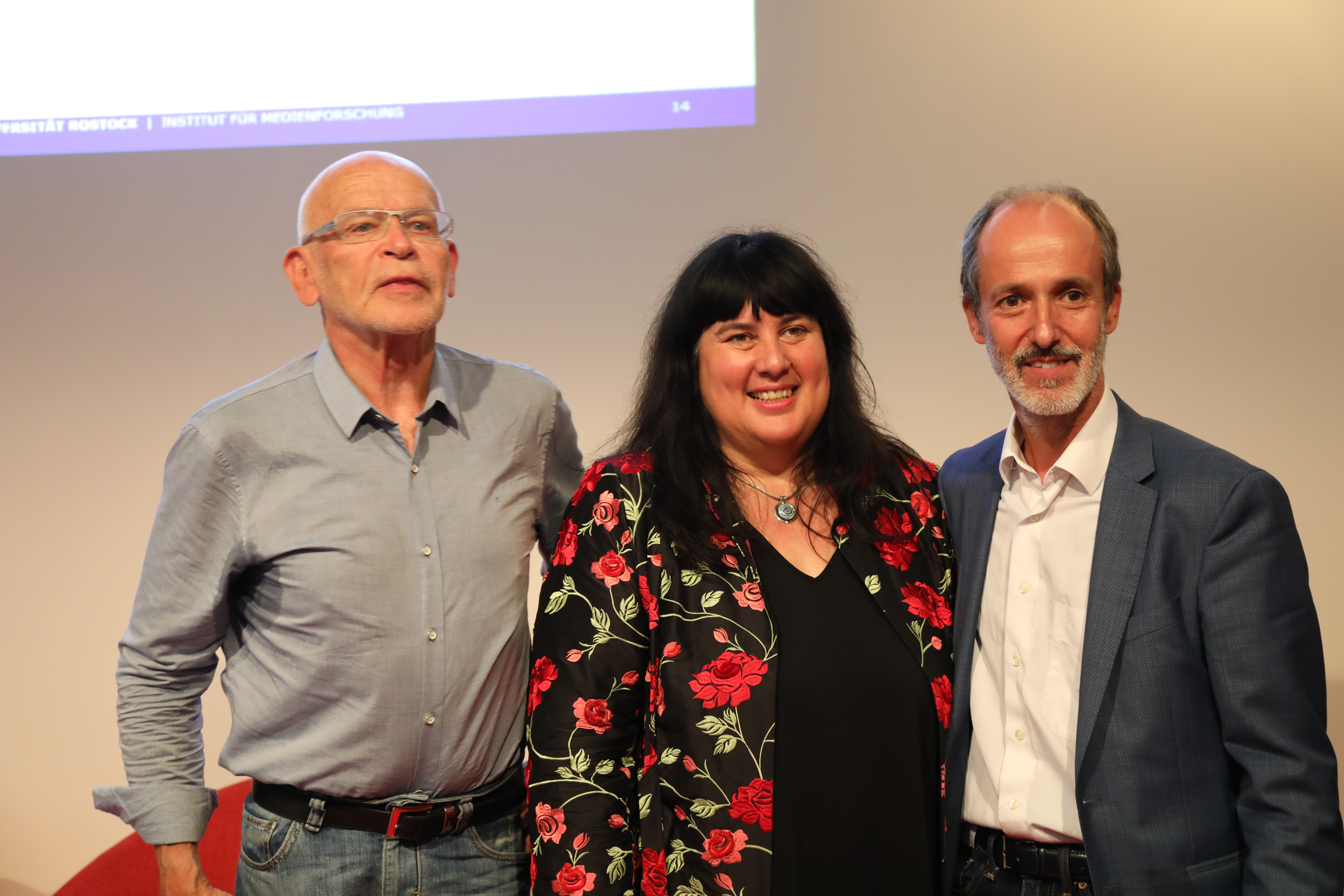
Prommer (Mitte) auf der Frankfurter Buchmesse 2018

Elizabeth Prommer ist die Tochter eines Ingenieurs und einer Lehrerin. Nach dem Abitur 1985 in Gräfelfing studierte sie an der Universität München Kommunikationswissenschaft, Politikwissenschaft sowie Sozial- und Wirtschaftsgeschichte. Im Anschluss an eine Tätigkeit als wissenschaftliche Mitarbeiterin an der Hochschule für Fernsehen und Film München wurde sie 1998 an der Universität Leipzig promoviert. Sie gründete die wissenschaftliche Forschungsfirma Prommer Media Consulting und arbeitete bis 2009 als wissenschaftliche Mitarbeiterin an der Hochschule für Film und Fernsehen Potsdam-Babelsberg, unterbrochen von einer Gastprofessur an der Universität der Künste Berlin. 
2009 übernahm Prommer eine Vertretungsprofessur an der Universität Hamburg und ging im selben Jahr als Professorin für Rezeptions- und Wirkungsforschung an die Universität Wien. Auf die Habilitation im Jahr 2011 mit der Studie Kinobesuch im Lebenslauf. Eine historische und medienbiographische Studie an der Universität Leipzig folgte ein Ruf auf eine Professur in Rostock. Seit dem Wintersemester 2011/2012 ist Prommer Direktorin des Instituts für Medienforschung und Professorin an der Universität Rostock am Lehrstuhl für Kommunikations- und Medienwissenschaft. Seit 2021 ist Prommer zudem Dekanin der Interdisziplinären Fakultät der Universität Rostock und war dort zuvor seit 2015 Prodekanin.
Mit ihrem Mann und anderen Eltern war sie an der Gründung und Leitung der wissenschaftlichen Mitmachwelt Extavium beteiligt. 2020 wurde sie vom Magazin Focus zu den 100 Frauen des Jahres 2020 gewählt.
Prommer wurde am 26. Oktober 2022 auf Vorschlag des Senats vom Konzil der Universität zur Rektorin der Universität Rostock gewählt. Mit Amtsantritt 14. April 2023 ist sie die erste Frau in diesem Amt.

## Wissenschaftliche Arbeit
Schwerpunkte der wissenschaftlichen Arbeit von Elizabeth Prommer sind Medienrezeption und Publikumsforschung. Ihr Anliegen ist dabei die Analyse des Zusammenhangs von Medien, Medienrezeption und Gesellschaft, insbesondere im Bereich audiovisueller Medien. Sie hat die Studien der MaLisa Stiftung zur medialen Darstellung von Frauen, Geschlechterdarstellungen auf Social-Media-Plattformen und zur Geschlechterverteilung in der Berichterstattung in der COVID-19-Pandemie mit ihrem Institut durchgeführt. Bei der Deutschen Gesellschaft für Publizistik- und Kommunikationswissenschaft ist Prommer Mentorin für das Gertrude J. Robinson Mentoring-Programm, das Unterstützung für Frauen in den Kommunikationswissenschaften bietet.
In einem internationalen Forschungsprojekt erforscht Prommer aktuell die Zustände in der Filmindustrie anhand 40.000 Filmen der vergangenen zehn Jahre. Neben der Betrachtung statistischer Daten werden auch die sozialen Netzwerke und kulturellen Kontexte der Beteiligten betrachtet. Für die Fernsehlandschaft in Deutschland kommt Prommer zu dem Schluss, dass die geschlechtliche und ethnische Vielfalt des Landes in diesem Medium noch nicht angemessen repräsentiert sei, sich jedoch Fortschritte feststellen ließen: "Es wird eine überwiegend weiße und männliche Welt gezeigt. Aber: in einzelnen Bereichen und Funktionen sind Fortschritte in Bezug auf Vielfalt zu verzeichnen. So sind in den erfundenen, also fiktionalen Geschichten des Fernsehens annähernd gleich viele Frauen und Männer zu sehen. Auch der Anteil an Protagonisten mit Migrationshintergrund und "Schwarz/PoC" ist hier am höchsten".

## Werke (Auswahl)
- Kinobesuch im Lebenslauf. Eine historische und medienbiographische Studie. Dissertation, UVK, Konstanz 2001, ISBN 978-3896692405.
- Qualitative Fernsehforschung. In: Averbeck-Lietz, Stefanie / Meyen, Michael (Hrsg.): Handbuch nichtstandardisierte Methoden in der Kommunikationswissenschaft. Springer VS, Wiesbaden 2015, ISBN 978-3-658-01656-2.
- Film und Kino. Die Faszination der laufenden Bilder. VS Verlag für Sozialwissenschaften, Wiesbaden, 2016, ISBN 978-3-658-09085-2.
- mit Christine Linke: Ausgeblendet. Frauen im deutschen Film und Fernsehen. Halem Verlag, Köln 2019, ISBN 978-3-86962-428-0.